# ويليام ميرسير
ويليام ميرسير (30 مايو 1922 - 11 أبريل 1989)  (بالإنجليزية: William Mercer)‏ هو لاعب كريكت بريطاني (وحمل سابقاً جنسية المملكة المتحدة لبريطانيا العظمى وأيرلندا).